# 가미스기역 (히로시마현)
가미스기역(일본어: 神杉駅)은 일본 히로시마현 미요시시에 위치한 서일본 여객철도 게이비 선의 철도역이다. 섬식 승강장 1면 2선의 구조를 갖춘 지상역이다. 이 역에서 후쿠엔 선의 열차도 함께 상호운행한다.

## 타는 곳
| 역사 측 | ■ 게이비 선                    | 상행 | 빈고오치아이 방면      |
| 역사 측 | ■ 후쿠엔 선                    | 상행 | 후추 방면              |
| 반대 측 | ■ 게이비 선 (■ 게이비 선 포함) | 하행 | 미요시 · 히로시마 방면 |

## 역 주변
- 국도 제184호선 · 국도 제375호선

## 역사
- 1922년 6월 7일 : 게이비 철도가 미요시 역(초대, 현재 니시미요시역으로부터 연장해, 그 종착인 시오마치역(초대)으로서 개업.
- 1923년 12월 8일 : 게이비 철도가 이 역으로부터 빈고쇼바라역까지 연장해, 도중 역으로 한다.
- 1933년 6월 1일 : 게이비 철도 일부 구간 매수에 의해 국유화. 쇼바라 선의 소속역이 된다.
- 1934년 1월 1일 : 현재의 역명인 가미스기역으로 개칭.
- 1936년 10월 10일 : 쇼바라 선이 산신 선으로 편입되어, 이 역도 그 소속으로 한다.
- 1937년 7월 1일 : 산신 선이 게이비 선의 일부가 되어, 이 역도 그 소속으로 한다.
- 1983년 10월 31일 : 무인역화.
- 1987년 4월 1일 : 일본국유철도 분할 민영화에 의해, 서일본 여객철도가 승계.

## 인접 역
| 서일본 여객철도 게이비 선 | 서일본 여객철도 게이비 선 | 서일본 여객철도 게이비 선 |
| ------------------------- | ------------------------- | ------------------------- |
| 시모와치 니미 방면        | ■ 게이비 선 · ■ 후쿠엔 선 | 야쓰기 히로시마 방면      |